# Final Fantasy Crystal Chronicles: The Crystal Bearers
Final Fantasy Crystal Chronicles: The Crystal Bearers (ファイナルファンタジークリスタルクロニクル クリスタルベアラー) est un jeu vidéo d'action-aventure développé et édité par Square Enix, sorti en 2009 sur Wii. C'est un jeu dérivé de la série Final Fantasy.

## Intrigue
L'intrigue se déroule dans un monde similaire à celui des autres Crystal Chronicles bien que plus développé que ceux-ci : épées et autres poignards ont disparu pour faire place aux fusils et mitrailleuses. Ce monde est peuplé par les 4 races du jeu : Clavats, Selkies, Lilties et Yuke.
La magie a disparu dans ce monde, laissant place à la technologie. Seuls "Les porteurs de cristaux" quelques élus, possédant un cristal intégré à leurs corps possèdent encore certains pouvoir mystique. Ceux-ci sont considérés comme des parias, des traîtres à la société.

### Histoire
L'histoire se déroule une centaine d'années après Final Fantasy Crystal Chronicles. Les Lilties gouvernent le monde et règnent sur les Clavats et le Selkies, tandis que les Yukes ont totalement disparu dans la guerre qui les opposaient aux Lilties. Vous incarnez Layle, un Jeune porteur de Crystal qui enchaîne les petits boulots jusqu'au jour où il fera une étrange rencontre.

### Personnages
- Layle (レイル, Reiru?) : Un jeune mercenaire Clavat, personnage principal du jeu. Il porte un cristal sur sa joue droite qui lui permet d'utiliser ses pouvoirs télékinétiques.
- Belle (ベル, Beru?) : Une jeune journaliste Selkie à la recherche d'un scoop et fascinée pour l'argent. Elle croisera à maintes reprises la route de Layle.
- Keiss (クァイス, Kaisu?) : Un jeune Selkie ami de Layle. Contrairement aux autres Selkies Keiss travaille pour le royaume Lilty. Ambitieux, il cherche à devenir un des plus hauts généraux de l'Armée Lilty.
- Amidatelion (アミダテリオン, Amidaterion?) : Mystérieuse Yuke, cherchant à faire revivre le royaume des Yukes. Elle porte un cristal dans son armure qui lui permet d'invoquer différentes créatures.
- Althea Sol Alfiraria (アルテア, Arutea?) : Princesse du Royaume Lilty, elle possède un cristal incrusté sur son torse. Elle tente de sauver son père d'une étrange malédiction.
- Généralissime Jegran (ジュグラン, Juguran?) : Puissant commandant de l'armée Lilty cherchant à conquérir le monde. Il camoufle le cristal rouge de son bras droit dans un gantelet. Le cristal de Jegran lui permet de transformer tout ce qu'il touche en cristal.

## Système de jeu
Comme tous les jeux issus de la série Crystal Chronicles, The Crystal Bearers se joue en temps réel. Contrairement à ses prédécesseurs qui privilégiaient le mode multijoueur, cette itération se joue uniquement en solo. Les personnages non joueurs (PNJ) sont pour la plupart dépourvus de parole, mais disposent d'une palette d'émotions variées. Les ennemis, ainsi que votre personnage, n'évoluent pas (hormis les quelques plants de myrrhe que vous obtiendrez tout au long du jeu pour augmenter votre vie) et infligeront le même nombre de dégâts quelle que soit votre progression dans le jeu.
Le jeu en entier repose sur les pouvoirs télékinétiques de Layle, personnage principal du jeu. Grâce à eux, le joueur est capable de soulever vos ennemis, de les jeter les uns sur les autres et de produire de multiples effets aussi surprenants les uns que les autres. Mais Layle n'utilise pas ses pouvoirs uniquement pour combattre ; il doit également s'en servir pour résoudre de multiples énigmes, découvrir divers endroits, interagir avec l'environnement qui l'entoure ou encore soulever les PNJ. Dans Final Fantasy Crystal Chronicles: The Crystal Bearers, il est possible d'utiliser les pouvoirs de Layle comme bon vous semble et à n'importe quels moments du jeu.
Contrairement aux Final Fantasy classiques, celui-ci n'est pas un RPG, mais plutôt un jeu action-aventure, sans système de niveau ni statistiques. Il est cependant possible de gagner quelques équipements afin d'optimiser les pouvoirs télékinétiques de Layle, et de changer les vêtements qu'il porte.